# Real Policía de las Islas Malvinas

Sede.

La Real Policía de las Islas Falklands (en inglés: Royal Falkland Islands Police) es la fuerza de la policía responsable de la aplicación de la ley dentro de las Islas Malvinas. La Fuerza se estableció el 1 de noviembre de 1846 con el nombramiento de Francis Parry como jefe de policía, y había sido promulgada por el Consejo Legislativo de la Colonia el 27 de octubre de ese año. El oficial Jefe de la Policía es actual Jefe Superintendente Gary Finchett, anteriormente, de policía de Cheshire. También es el director de Seguridad de la Comunidad.

## Deberes
La Real Policía de las Islas Malvinas debe mantener la ley de las Islas Malvinas (una combinación de las ordenanzas locales y la Ley del Estatuto Inglés) y se rigen por la Ordenanza de Policía del año 2000.

## Fuerzas y cobertura
La Policía en la actualidad cuenta con un plantel de nueve agentes, varios de ellos de reserva (similares a las guardias especiales del Reino Unido), tres sargentos (uno de operaciones, un de formación y un sargento de detectives), un inspector y un superintendente jefe que se desempeña como Director de Seguridad Comunitaria y el Oficial Jefe de la Policía. Dos miembros del personal de la policía civil se emplean, uno como jefe administrativo y el otro como oficial de concesión de licencias. La prisión de las islas está contenida dentro del edificio de la policía y se rige por el Oficial Jefe de la Policía.
Además, los policías militares de la Base Aérea de Monte Agradable también pueden poseer poderes policiales civiles en las islas.
El número de emergencia en las islas es el 999. Los equipos de los policías son comprados a través de la Policía de Devon y Cornualles con los que están afiliados desde 1990. Además, suelen no portar armas de fuego. La comunicación se basa en VHF y radio FM.
La flota de transporte consiste en un Land Rover 90, un Land Rover 110 para las patrullas en el Camp, un importante vehículo de control de incidentes y dos Land Rover Discovery como vehículos de patrulla generales.

## Sede
La estación de policía, se completó en 1873, y se encuentra en Stanley. El edificio, que ha tenido varias ampliaciones de madera añadidas en los últimos años, se construyó de piedra por el destacamento de los Royal Marines que estaban estacionados en la colonia en ese momento. La estación recibió el impacto directo de un misil británico durante la guerra de las Malvinas el 11 de junio de 1982 y fue severamente dañado. La estructura del edificio fue reparada, pero después de 135 años de servicio continuo que fue totalmente reformado en 2008. Esto se completó en 2009 con la nueva cárcel abierta el 24 de marzo de 2009 por la princesa Princesa Real Ana.